# 水上温泉郷

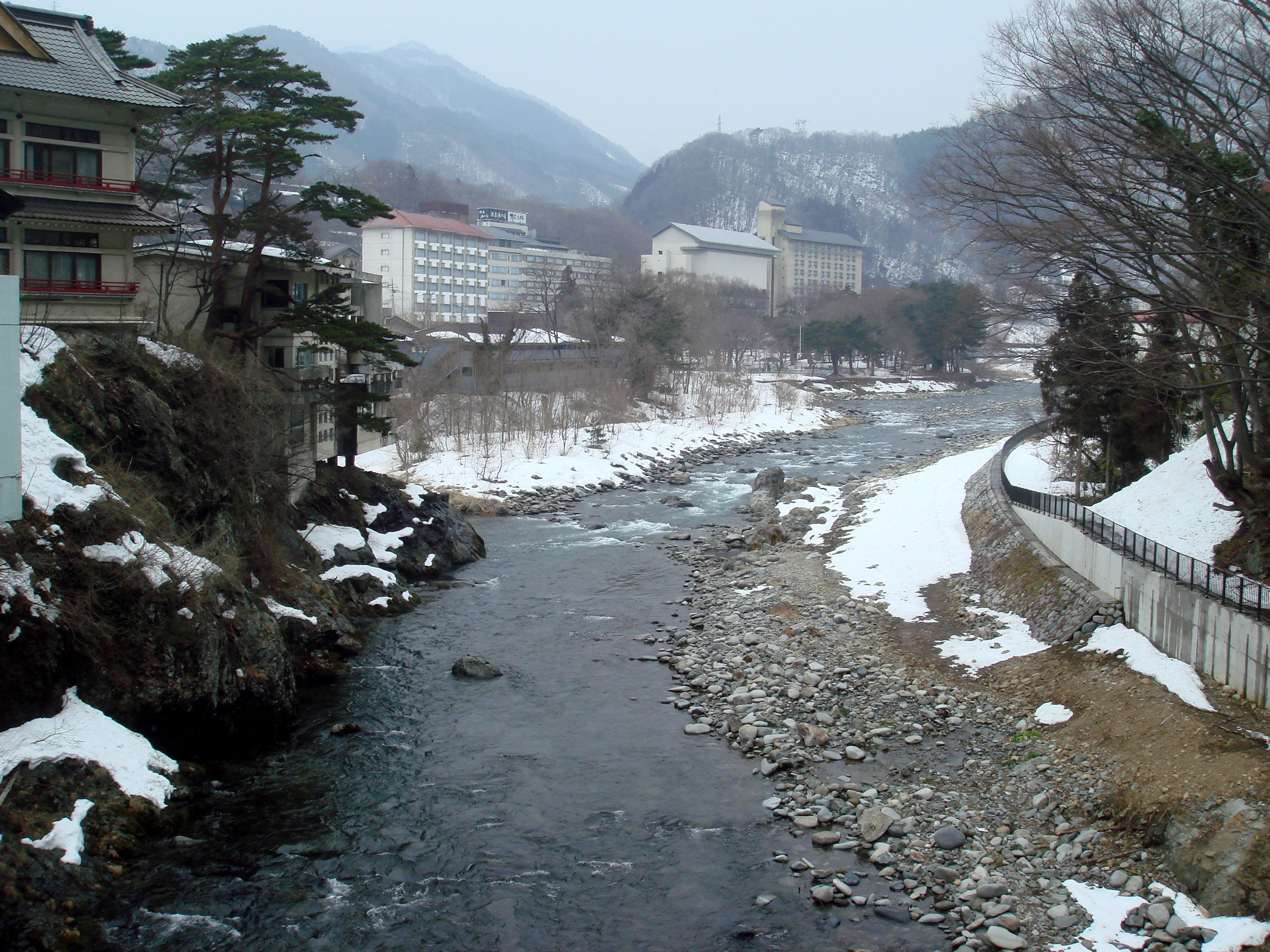
水上温泉郷の中核を成す水上温泉

水上温泉郷（みなかみ おんせんきょう）とは、日本の北関東、群馬県利根郡みなかみ町水上地区（旧・利根郡水上町）にある温泉の総称（温泉郷）で、奥利根温泉郷（おくとね - ）ともいう。
各温泉地は、利根川源流部に近い最上流部にあり、谷川連峰北東麓と武尊山北西麓の間に形成された河岸段丘地域を核とする周辺地域に点在している。どの温泉からも、渓谷と山々が見晴らせる。

## 水上温泉

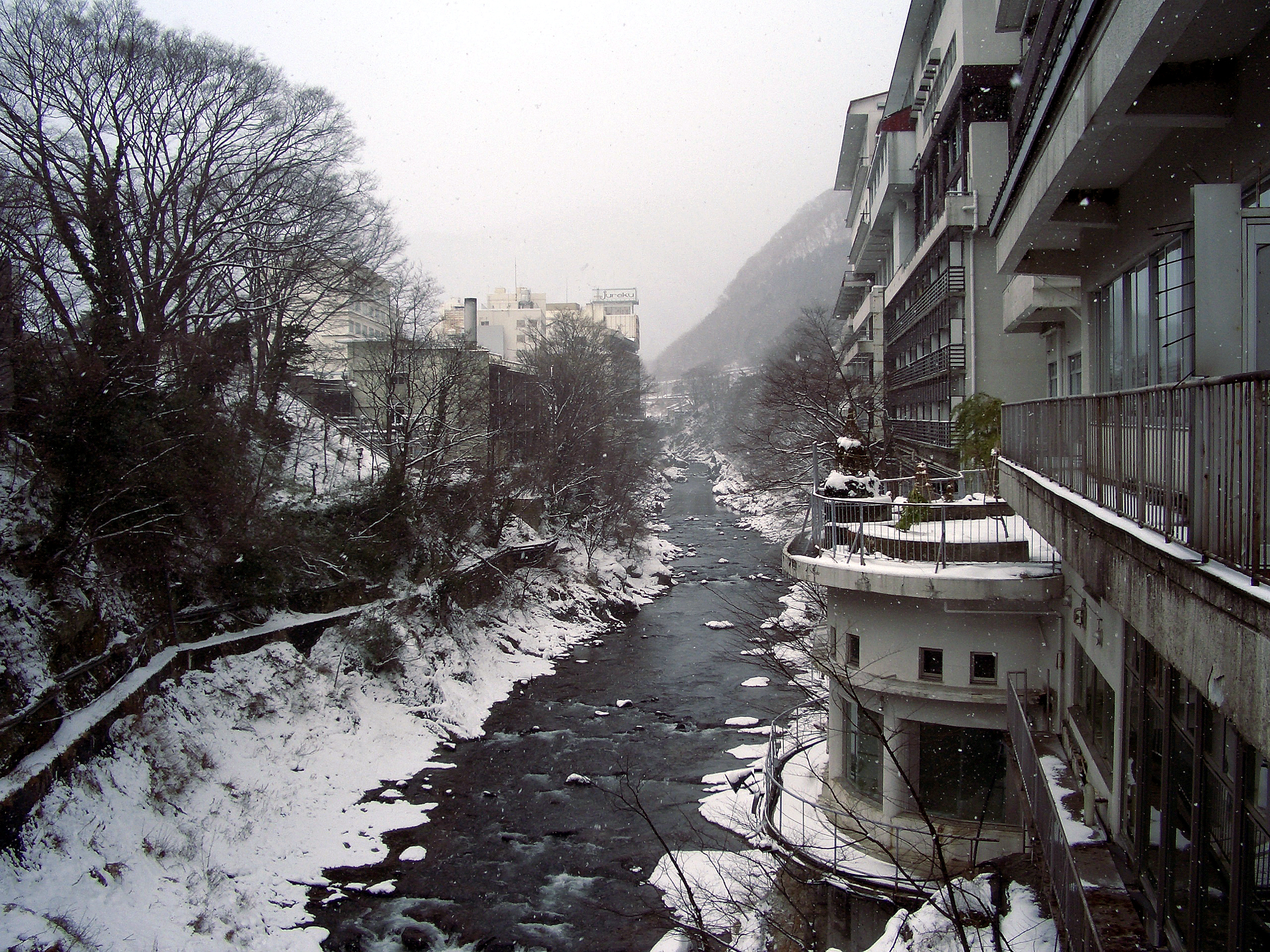
利根川のほとり水上館

水上温泉（みなかみ おんせん）は、水上温泉郷の中核を成す一大温泉地である。JR東日本水上駅周辺にあり、利根川を見下ろし、谷川岳を見上げることができる。所在地名は、群馬県利根郡みなかみ町水上地区（江戸時代における上野国利根郡湯原村ゆばらむら、幕藩体制下の上州旗本知行所湯原村）。かつての「奥利根八湯」「水上八湯」の一つ、2005年（平成17年）10月以降でいうところの「みなかみ十八湯（みなかみ18湯）」の一つ。
- 泉質 : 単純温泉。硫酸塩泉。

古くは湯原湯/湯原の湯（ゆばらのゆ）と呼ばれていた。
1918年（大正7年）秋には若山牧水が訪れており、『みなかみ紀行』の中で水上や湯檜曽について記している。
第二次世界大戦後の高度経済成長期には歓楽温泉街としても栄えた。2004年（平成16年）に発生した温泉偽装問題（※後述）では、温泉表記をしながら水道水を利用していた温泉が存在すると報じられ、一部旅館では温泉のみ徴収可能な入湯税も取っていたとして問題になった。

## 谷川温泉
谷川温泉（たにがわ おんせん）は、水上駅から谷川岳寄りに位置し、山懐にある温泉。所在地名は、群馬県利根郡みなかみ町谷川（江戸時代における上野国利根郡谷川村、幕藩体制下の上州御料谷川村）。かつての「奥利根八湯」「水上八湯」の一つ、2005年（平成17年）10月以降でいうところの「みなかみ十八湯（みなかみ18湯）」の一つ。
- 泉質 : アルカリ性単純温泉[5]。
- 源泉 : 江戸時代に自噴した[5] 温度の異なる4つの源泉がある[5]。

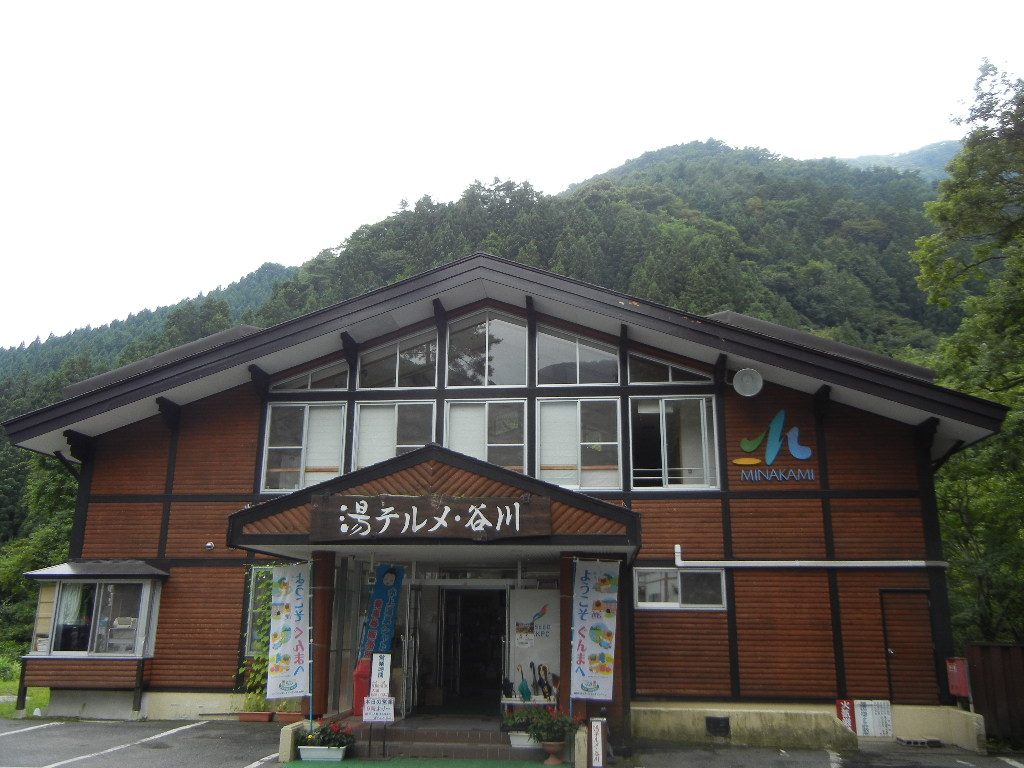
谷川温泉の日帰り入浴施設 / 「湯テルメ・谷川」

谷川館（現・旅館たにがわ。住所：利根郡みなかみ町谷川524-1）は、古くから多くの文人墨家に利用されてきた温泉宿である。なかでも太宰治は有名で、1936年（昭和11年）にパビナール中毒の転地療養を川端康成に勧められ、当館の前身である川久保屋に1か月近く滞在しているが、その時に『創世記』を執筆している。また、太宰は名作『姥捨（うばすて）』の中で川久保屋の老夫婦と水上温泉郷が登場させている。谷川温泉入口の道路沿いには太宰治の小説『姥捨』文学碑が建立されている（1982年〈昭和57年〉12月建立）。旅館たにがわ（旧・谷川館）の姉妹館である「別邸仙寿庵」（住所：利根郡みなかみ町谷川614）は、2012年（平成24年）にルレ・エ・シャトーに加盟した一流旅館として知られる。
ほかにも、1918年（大正7年）には馬車に乗って水上温泉郷を訪れた若山牧水が下記の短歌を謳っており、谷川温泉の奥にある富士浅間神社前に歌碑が建立されている（1968年〈昭和43年〉5月28日建立）。

## うの瀬温泉
うの瀬温泉 / うのせ温泉（うのせ おんせん）は、利根川本流と湯桧曽川との合流点近くに所在する温泉。所在地名は、利根郡みなかみ町大穴おおあな（江戸時代における上野国利根郡大穴村、幕藩体制下の上州御料大穴村）。かつての「奥利根八湯」「水上八湯」の一つ、2005年（平成17年）10月以降でいうところの「みなかみ十八湯」の一つ。
- 泉質 : 単純温泉。

## 湯檜曽温泉

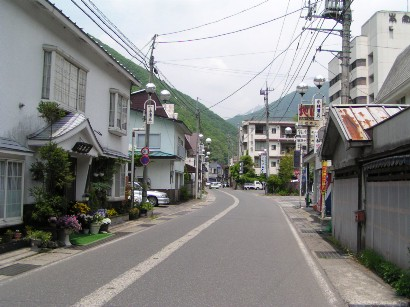
湯檜曽温泉の温泉街

湯檜曽温泉（ゆびそ おんせん）は、谷川岳の真下、湯檜曽駅近くにある温泉。利根郡みなかみ町湯檜曽（江戸時代における上野国利根郡湯檜曽村、幕藩体制下の上州旗本知行所湯檜曽村）に所在。かつての「奥利根八湯」「水上八湯」の一つ、2005年（平成17年）10月以降でいうところの「みなかみ十八湯」の一つ。
- 泉質 : アルカリ性単純温泉。

陸奥国の安倍氏に連なる安倍貞任の子孫が発見したと伝えられている。
水上川の一支流である湯檜曽川に沿って静かな温泉街が広がっており、旅館や保養所などが見られ、山深い雰囲気を味わえる。また、谷川岳ロープウェイの玄関口にあたる。1918年（大正7年）秋には若山牧水が訪れており、『みなかみ紀行』の中で水上や湯檜曽について記している。

## 向山温泉
向山温泉（むこうやま おんせん）は、湯檜曽温泉と同じく、谷川岳の真下、湯檜曽駅近くにある温泉。利根郡みなかみ町向山（江戸時代における上野国利根郡向山村、幕藩体制下の上州旗本知行所向山村）に所在。かつての「奥利根八湯」「水上八湯」の一つ、2005年（平成17年）10月以降でいうところの「みなかみ十八湯」の一つ。
- 泉質 : アルカリ性単純温泉。

## 藤原湖温泉
藤原湖温泉（ふじわらこ おんせん）は、藤原ダム湖の北畔にあって温泉を謳っていた地域であり、温泉地としての名称であった。所在地名は、群馬県利根郡みなかみ町藤原地先。
- 泉質 : 温泉水を湯の小屋温泉から運んでいると説明していたことから、単純温泉のはずであったが、全ては偽装であった。
- 源泉 : もともと源泉は無いと説明していた。

1959年（昭和34年）10月13日、藤原ダムの竣工に合わせて、藤原ダム建設対策期成同盟委員長で町議や観光協会長も務めた村の名士によって、一軒宿「ホテル藤原郷」が創業した（住所：みなかみ町藤原2054）。以来、当地は「藤原湖温泉」を名乗り、藤原郷に伝わるヤマトタケルの開湯伝説に基づく内湯「武尊の霊泉」と、藤原湖を眺望する露天風呂「静魂」を売りとして賑わった。ダム観光が下火になっても、平成バブル期には落人料理「ざるめし」を看板に繁盛した。しかし、2004年（平成16年）8月、水上温泉郷における温泉偽装問題が発覚すると、温泉宿を謳っていながら温泉水を使っていないと判明した宿のリストにホテル藤原郷が含まれていた。ホテル藤原郷の場合、温泉水は近隣の湯の小屋温泉から運んでいると説明していたが、事実ではなかった。これによって藤原湖温泉は温泉としての存在事由を根底から疑われることとなり、支持者を失ったホテル藤原郷は、2007年（平成19年）9月頃、廃業に追い込まれた。その後、ホテル藤原郷の建造物は廃墟として遺り、同じ時期に同じ運命を辿った複数の温泉宿とともに社会問題化するようになった（cf. 廃墟問題。廃墟の画像もあり）。

## 宝川温泉
宝川温泉（たからがわ おんせん、伝統的表記：寶川温泉）は、水上からさらに利根川を遡り、藤原ダム（藤原湖）の北端から宝川（利根川支流）を1kmほど遡った地点に所在する温泉。所在地名は、群馬県利根郡みなかみ町藤原（江戸時代における上野国利根郡藤原村、幕藩体制下の上州沼田藩知行藤原村）で、古来「藤原郷」と呼ばれる地域（藤原山を最高所とする利根川源流域を主とする広範な地域）に属する。かつての「奥利根八湯」「水上八湯」の一つ、2005年（平成17年）10月以降でいうところの「みなかみ十八湯」の一つ。
- 泉質 : 単純温泉。
- 源泉 : 現在は4本の源泉があり[16]、湧出量は毎分1800リットルと豊富（これは群馬県の伊香保温泉の全ての旅館の湯量より多く、日本でも有数[16]）。温度は40℃〜68℃[16]。かつてあった源泉は全て自噴泉であったが、現在[いつ?]の源泉は全て動力泉である[16]。

ヤマトタケル（日本武尊）が白鷹 に導かれたという開湯伝説によって白鷹湯 / 白鷹の湯（はくたかのゆ）の名で古くから利用されてきた。宝川温泉の名はこの地を流れる「宝川」に由来するが、「宝川」という河川名は江戸時代から昭和初期までこの川で行われていた銅の採掘に由来している。宝川温泉が宿泊施設のある現在の形になったのは大正時代で、湯治場として整えられたものであったが、交通の便は悪かった。現在ある4つの源泉は全て昭和時代にボーリングされたものである。それ以前にあった源泉は全て自噴型であった。交通の便が改善されたのは、昭和20年代後半から始まるダム工事に伴う道路の建設以降で、電気もこの頃に通るようになった。現在の施設は、1936年（昭和11年）築で木造2階建ての現・汪泉閣第一別館、1955年（昭和30年）に着工されて約2年後に完成した木造3階建ての汪泉閣本館、1966年（昭和41年）築で鉄筋コンクリート造の汪泉閣東館 などがある（後述）。

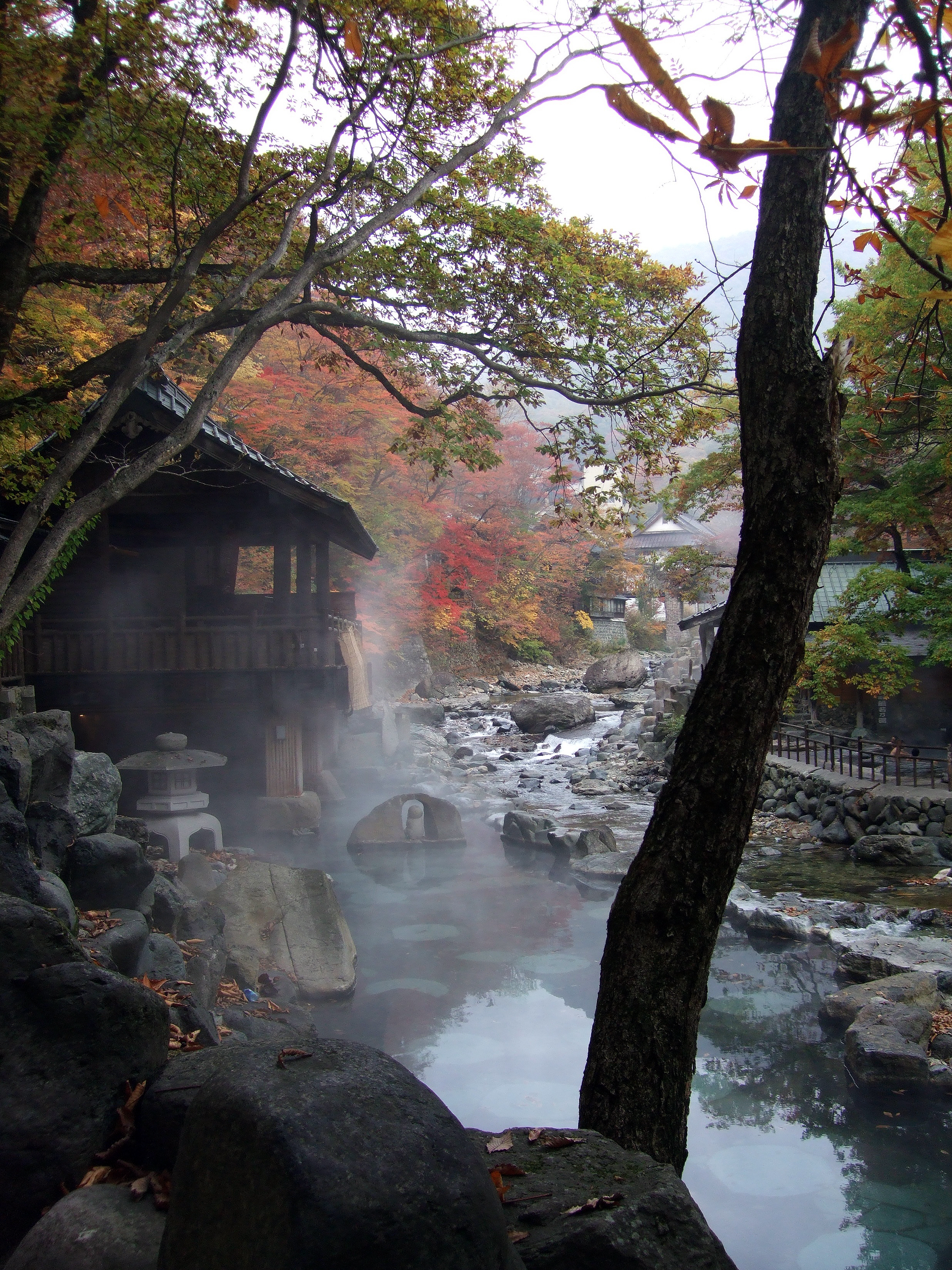
紅葉の季節（10月）の宝川温泉、早朝の露天風呂

現在施設としては、一軒宿の「宝川温泉 汪泉閣」（1923年〈大正12年〉創業。住所：利根郡みなかみ町藤原1899）があり、渓流沿いに広がる4つの露天風呂（総面積は470畳分）が有名である。当宿では、近代化以前の日本では当然であった混浴を、温泉側が衛生的に管理する湯浴み着を用意するという入浴形式（女性には胴部を緩く隠せるワンピース形の入浴時専用着を貸し出す。入浴の終わるごとに回収することで衛生面を担保する）を導入することで実現している。3つある混浴露天風呂は、それぞれに、面積120畳分・最大100人収容可能、面積200畳分・最大200人収容可能、面積50畳分・最大40人収容可能で、それ以外に面積100畳分・最大100人収容可能な女性専用露天風呂がある。宿ではツキノワグマを飼育しているが、昔は子熊を露天風呂で入浴させていたことでも知られている。
1918年（大正7年）秋、若山牧水が水上や湯檜曽を訪れているが、上流の藤原郷（宝川温泉などを擁する現在の大字藤原）に足を伸ばそうとするも、雪の季節の訪れを知って取りやめたことを、『みなかみ紀行』で記している。昭和の温泉評論家・野口冬人が1980年（昭和55年）発行の旅行誌上で発表した、国内温泉地における「露天風呂番付」では、東の横綱に選ばれている。旅行口コミサイト「トリップアドバイザー」の選ぶ「外国人が最も注目した日本の観光スポット2008」においては、草津温泉、伊香保温泉等を押さえて第16位に選ばれた。2013年にロイター通信社が選ぶ「世界の温泉トップ10」の第6位に選出（日本の温泉として唯一の選出）される と、ロイターの影響度の高さも相まって外国人観光客の間で知名度が飛躍的に高まった。2014年（平成26年）4月26日公開の東宝映画『テルマエ・ロマエII』では主要なロケ地の一つになった (cf.) 。詳しくは、主人公であるローマ帝国のテルマエ設計技師ルシウス（演：阿部寛）がタイムスリップして出没する“平たい顔族（日本人もしくは大和民族のこと）”の露天風呂が、汪泉閣で最も大きい露天風呂「子宝の湯」である。

### 宝川温泉周辺
宝川（たからがわ）は、利根川上流域の支流の一つであり、一級河川である。群馬県利根郡みなかみ町藤原と新潟県南魚沼市藤原との県境に位置する中央分水界を成す大烏帽子山の、南麓を源流域として発し、おおよそ南東方向へ流れて、宝台樹山（水上宝台樹スキー場を擁する山）の北西麓に広がる扇状地にある奥利根橋付近  で利根川本流  に合流する。上述のとおり、「宝川温泉」の名の由来になっている。
宝泉峡（ほうせんきょう）は、宝川の下流域にある渓谷。宝川温泉から800mほど上流にある。総延長約2km。

## 湯の小屋温泉
湯の小屋温泉（ゆのこや おんせん）は、利根川上流域を宝川よりさらに遡った最奥にある湖「洞元湖」に注ぐ木の根沢渓流沿いの、昔は尾瀬の入口であった辺鄙な地点に所在する温泉である。利根郡みなかみ町藤原に所在。かつての「奥利根八湯」「水上八湯」の一つ、2005年（平成17年）10月以降でいうところの「みなかみ十八湯」の一つ。
- 泉質 : アルカリ性単純温泉。

タヌキ、キツネ、テンなどといった餌付けした野生の小獣が夜な夜な訪れることで知られていた温泉宿「洞元荘」（閉館）やホテル「龍洞」などの一軒宿がある。

## 水上高原上の原温泉
水上高原上の原温泉（みなかみこうげん うえのはら おんせん）は、湯の小屋温泉と同じく、宝川よりさらに山奥、昔は尾瀬の入口であった辺鄙な地点に所在する温泉である。単に「上の原温泉」ともいう。現在の利根郡みなかみ町藤原に所在。かつての「奥利根八湯」「水上八湯」の一つ、2005年（平成17年）10月以降でいうところの「みなかみ十八湯」の一つ。
水上高原スキーリゾート内ホテルの大浴場で使用されている。
- 泉質 : アルカリ性単純温泉。

## 谷川岳温泉　湯吹の湯
谷川岳温泉（たにがわだけおんせん）は、上越線土合駅の前にあるにある温泉。2021年に開湯した。谷川岳登山の拠点として紹介されることも多い宿「土合山の家」にひかれている。付近にはキャンプ場も存在。歴史が浅く知名度は低い。
- 泉質 : アルカリ性単純温泉（低張性アルカリ性温泉）。

## 歴史

### 事故
1966年（昭和41年）3月11日未明、水上温泉の温泉宿「菊富士ホテル」で火災が発生し、宿泊客219名のうち死者30名・重軽傷者12名という大惨事になった。

### 温泉偽装問題
2004年（平成16年）8月11日、当時の水上町観光協会および水上温泉旅館協同組合は温泉の不正表示を公表し、謝罪した。組合による調査結果は下記の通りである。
温泉水を使用していた施設
旅館天野屋、米屋旅館、旅館山楽荘、塩屋温泉館、松泉閣、だいこく館、寶ホテル、白雲閣、ひがきホテル、旅館藤屋、ホテル聚楽、松乃井ホテル、天狗の湯きむら苑、水上館、金盛館せせらぎ、旅館たにがわ、水上山荘、別邸仙寿庵、奥利根館、なかや旅館、林屋旅館、ホテル湯の陣、もちや旅館、宝川温泉汪泉閣、洞元荘、龍洞
温泉水を使用していなかった施設
水上観光ホテル、ホテル松葉屋、かじか荘、ホテル藤原郷
上記の温泉水を使用していなかった施設のうち、2016年（平成28年）現在もなお営業を続けているのは、ホテル松葉屋（現・旅人宿松葉屋）と、旅館かじか荘だけである。松葉屋は施設敷地内からくみ上げた源泉（冷鉱泉）を加温して浴用に供しているが、温泉法で定める成分が一部欠けているため、温泉登録をしていないと説明している。また、かじか荘はくみ上げた源泉を陸送して浴用に供していると説明している。

### 廃墟問題
みなかみ町は2015年（平成27年）に公表した『まち・ひと・しごと創生総合戦略』の中で、温泉街のリノベーションに対する考えを示した。特に、温泉郷中心部の湯原地区では沿道に廃墟となった宿泊施設が点在しており、温泉街全体のイメージ悪化を招いている状況にある。町は新しい資本の誘致に向け、廃墟の撤去・更地化も辞さないという考えである。

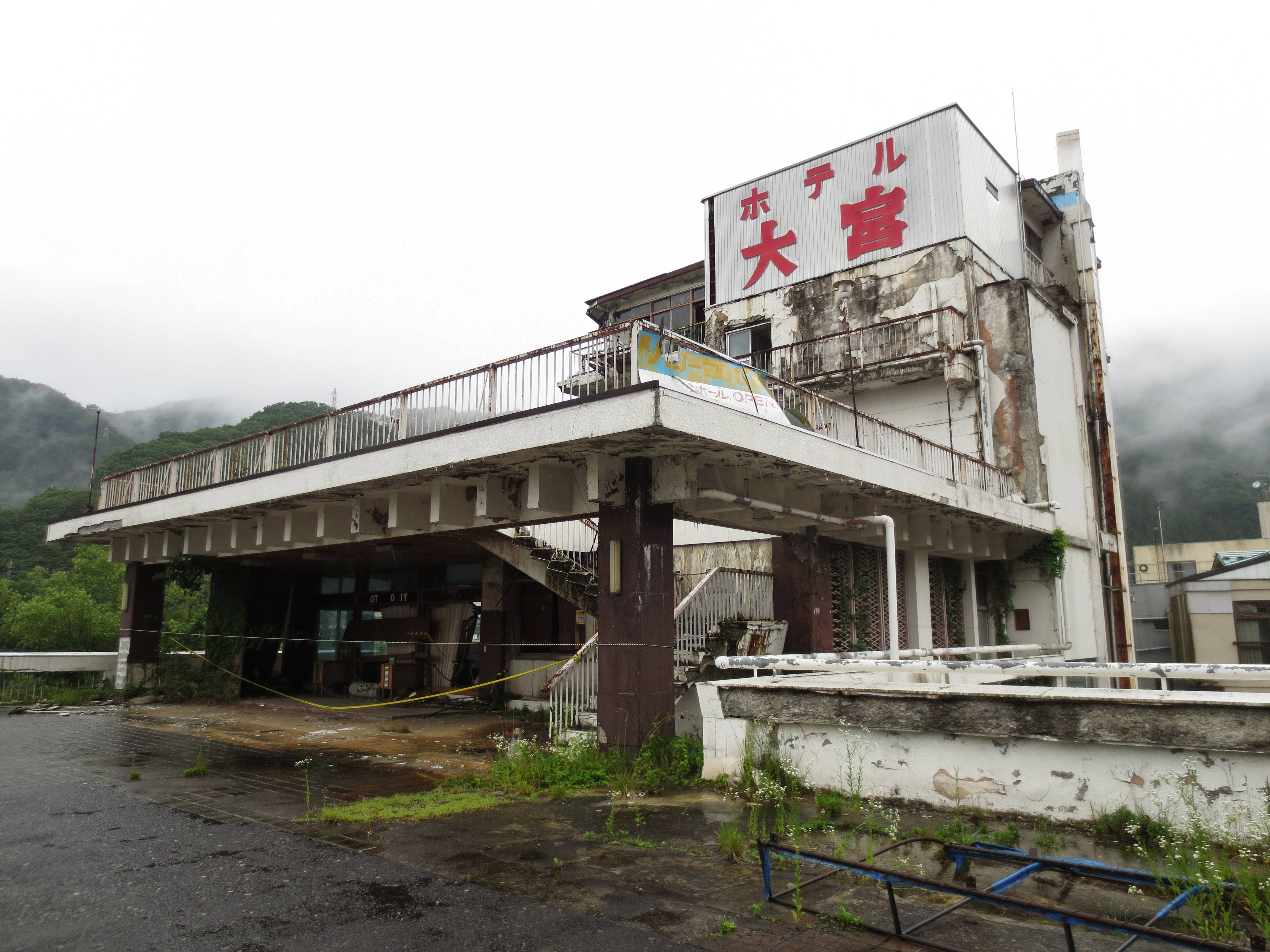
ホテル大宮跡 （鹿野沢1）
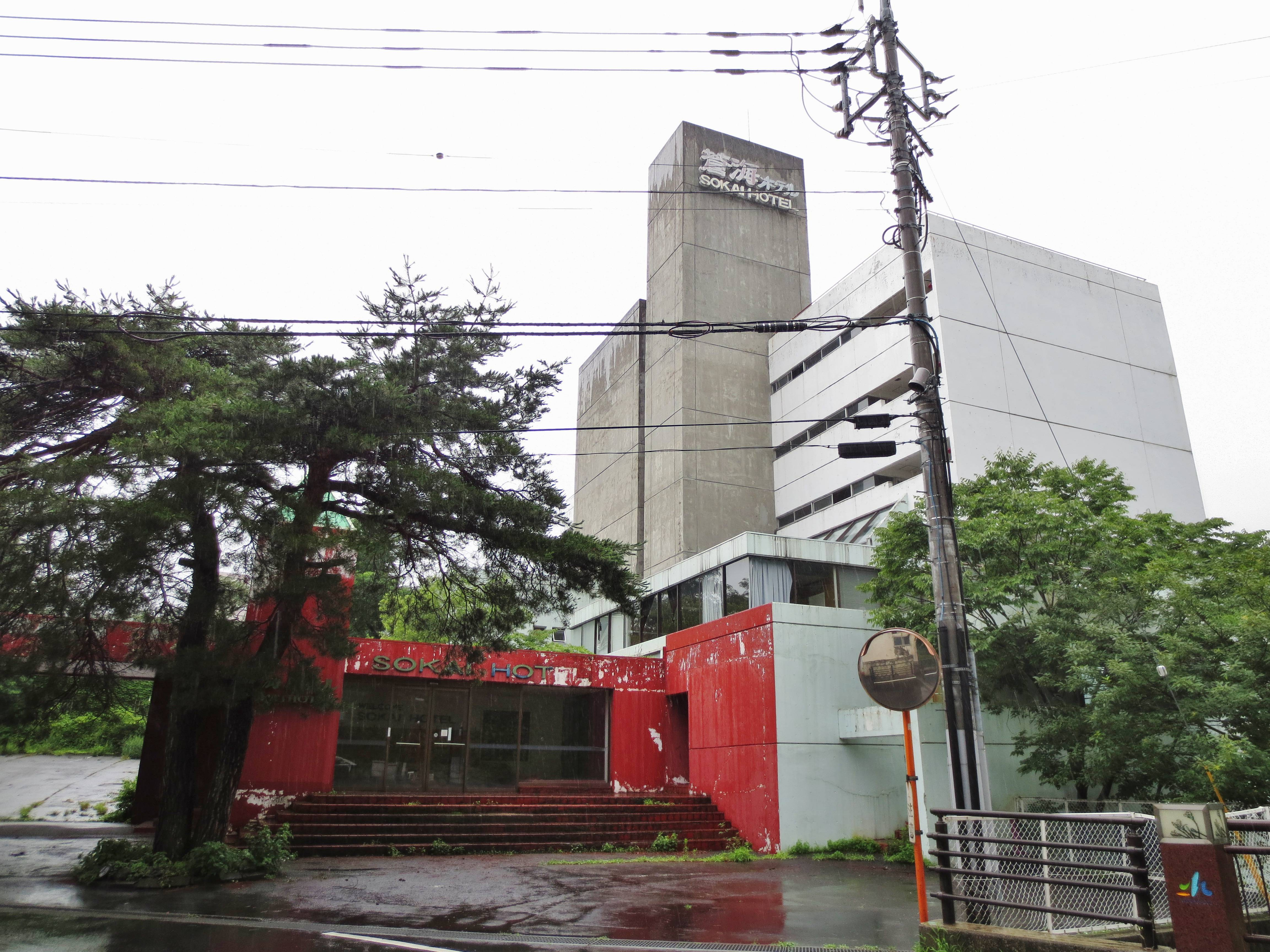
蒼海ホテル跡 （湯原662）
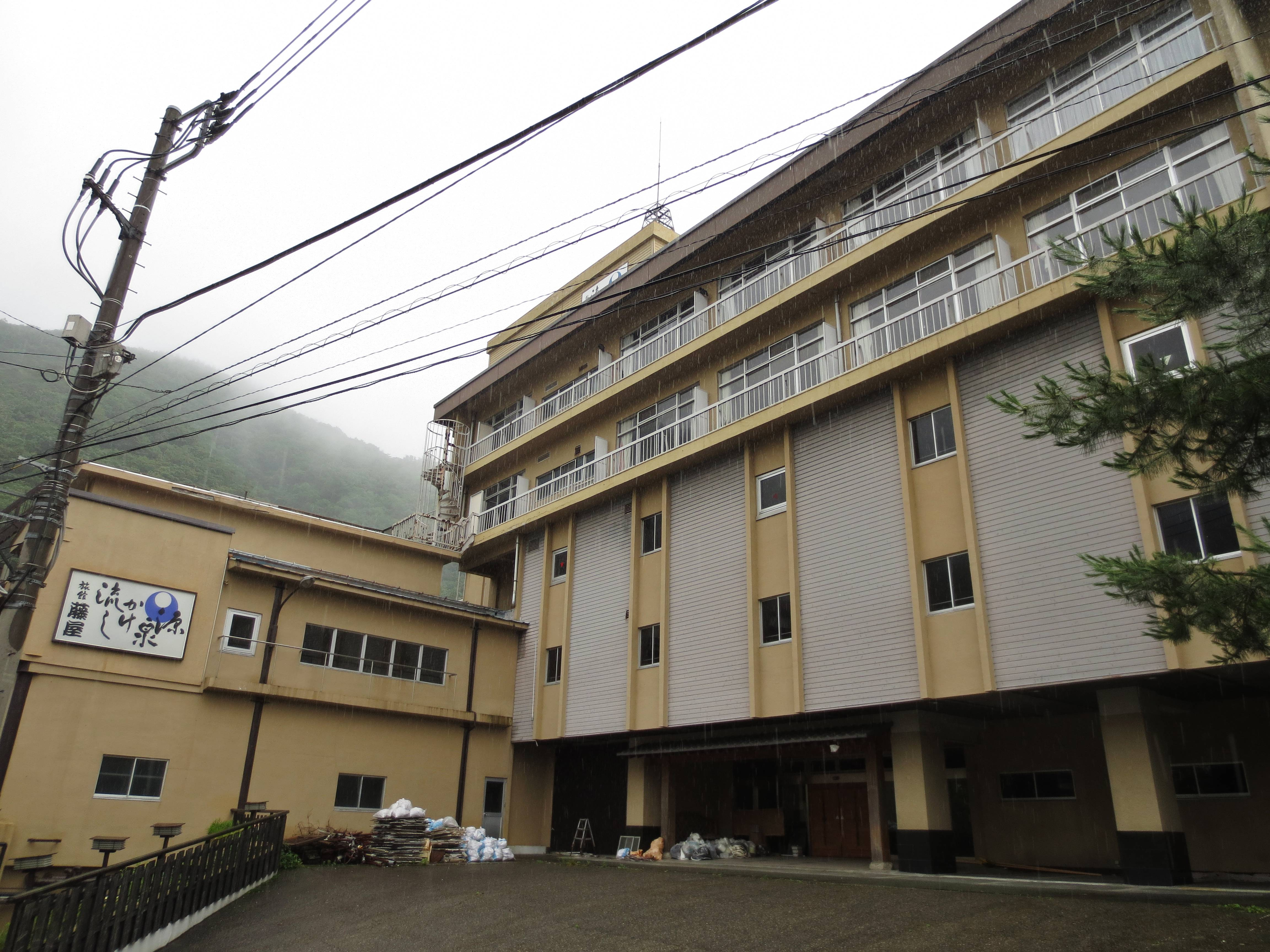
藤屋ホテル跡 （湯原719）
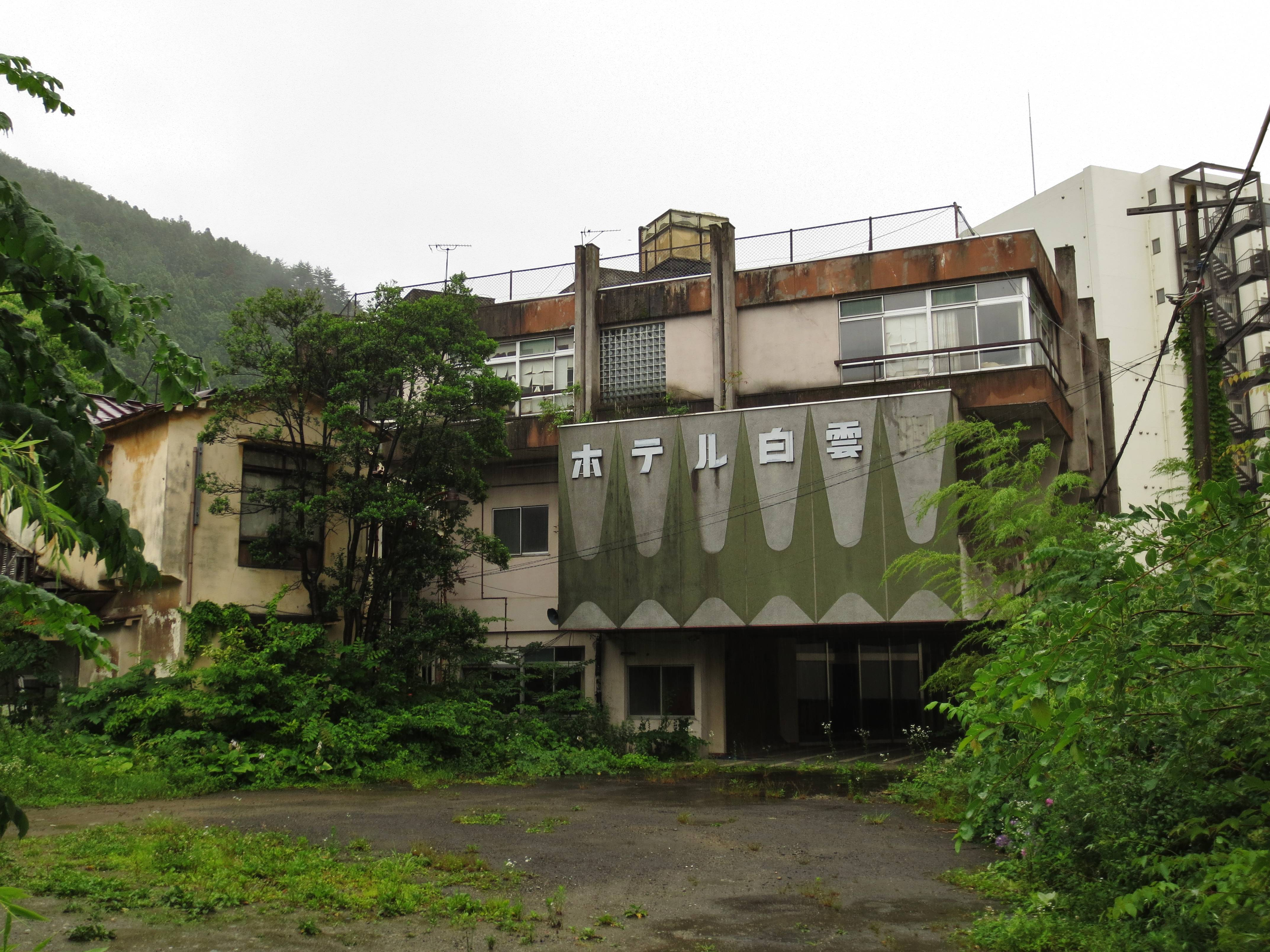
ホテル白雲閣跡 （湯原748）
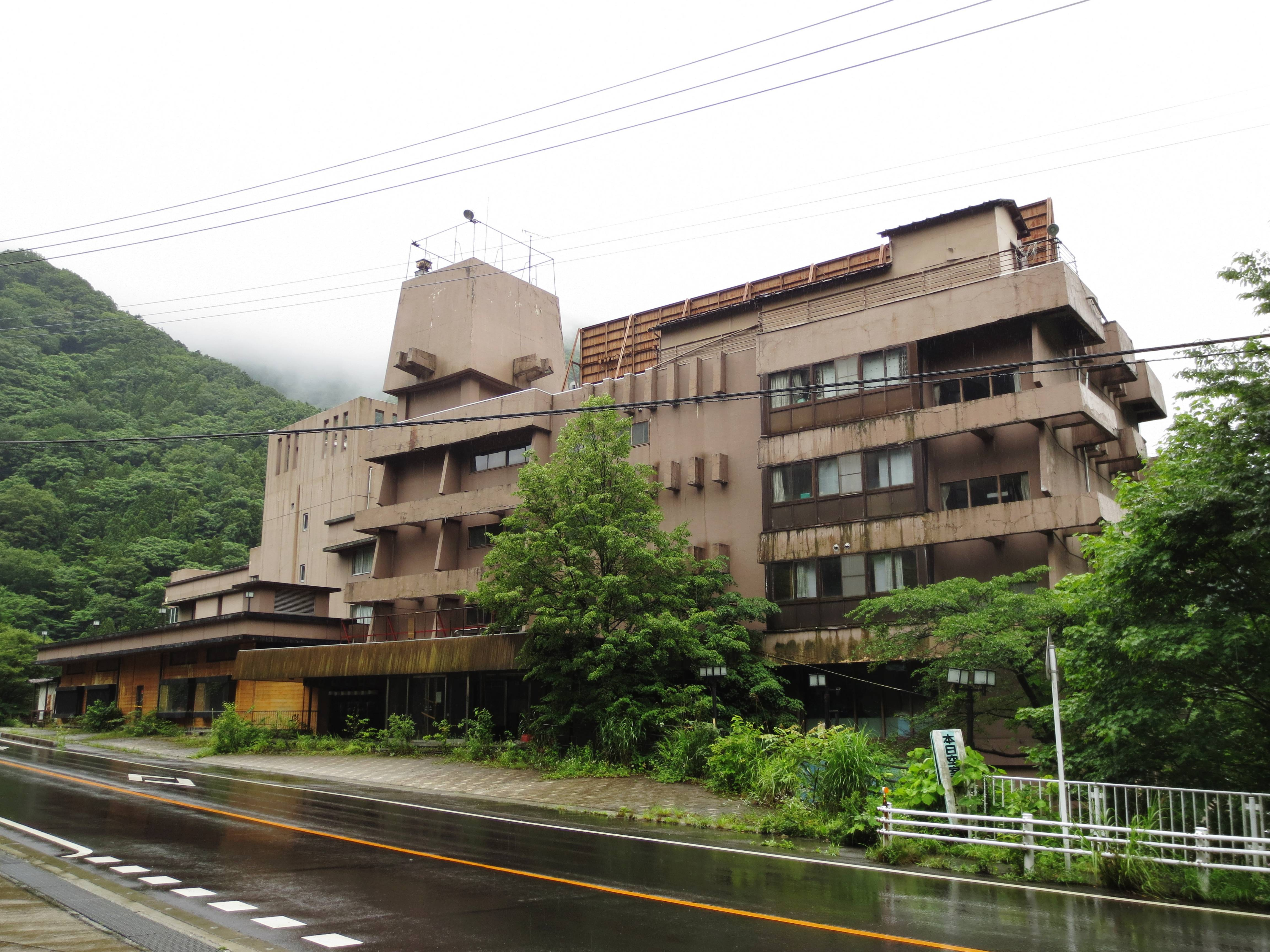
奥利根館跡 （大穴甲5）
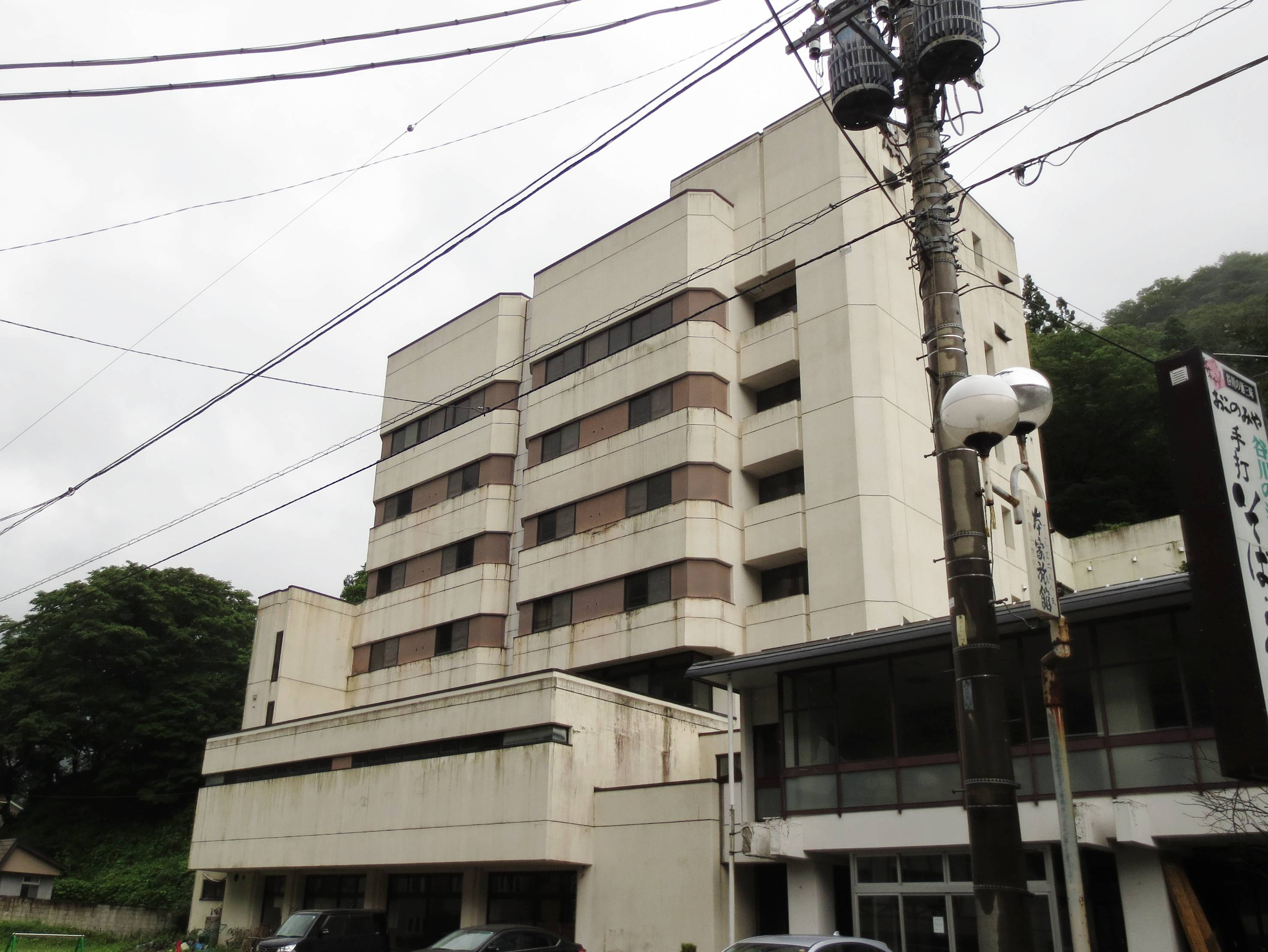
本家館跡 （湯檜曽120）
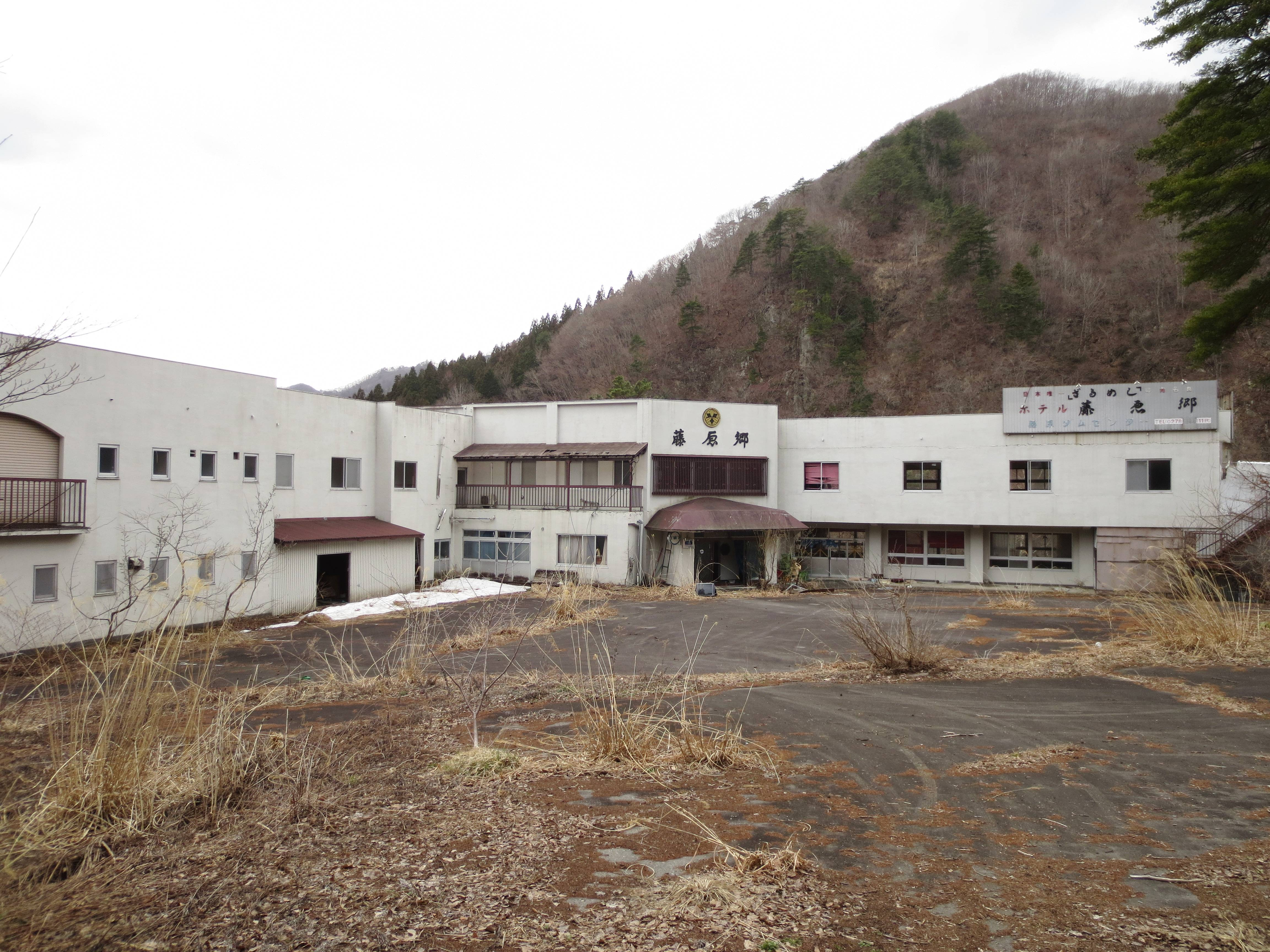
ホテル藤原郷跡 （藤原2054）

### 年表
ここでは、水上温泉郷と関連事象について、時系列で記載可能なものを網羅的に記載する。

#### 先史時代
- 新生代新第三紀中新世 - 谷川岳一帯の大隆起時代。[29]
- 約120万〜約100万年前（新生代第四紀更新世カラブリアン中期） - 武尊山一帯の形成期。[30]
- 神代 - ヤマトタケルによる白鷹湯/白鷹の湯（現・宝川温泉）の開湯伝説あり。

#### 近世以前
- 永禄年間（1558年 - 1570年、戦国時代後期） - 海翁和尚による湯原湯 / 湯原の湯（現・水上温泉の一湯）の開湯伝説あり。
- 江戸時代 - 藤原郷における「宝川」という河川名の登場と、それに伴う「宝川温泉」という地名の登場。
- 江戸時代 - 谷川村で源泉が自噴し、谷川温泉が生まれる。

#### 大正時代
- 1918年（大正7年）秋 - 若山牧水が水上や湯檜曽を訪れる[* 1]。上流の藤原郷に足を伸ばそうとするも、雪の季節に差し掛かっているのが見えたため、心細くなって湯檜曽から引き返したという[* 1]。

##### 第一次世界大戦後
- 1922年（大正11年） - 清水トンネルの着工。
- 1923年（大正12年）4月 - 若山牧水が『みなかみ紀行』を執筆。
- 大正時代 - 宝川温泉に初めて宿泊施設が置かれ、湯治場として整備される。

#### 昭和時代
- 1928年（昭和3年）10月30日 - 国鉄上越南線後閑駅 - 水上駅間の開通。
- 1931年（昭和6年）9月1日 - 清水トンネルが完成し、国鉄上越線水上駅 - 越後湯沢駅間開通。上越線全線が開通する。同時に水上駅 - 石打駅間が直流電化される。上越線全線開通により、これ以降、水上温泉郷の下流地域（|水上温泉や谷川温泉）は首都圏の奥座敷として注目を浴びるようになる。
- 1936年（昭和11年）
  - 太宰治が転地療養のため、谷川温泉の温泉宿「川久保屋」に1か月近く滞在。この時『創世記』を執筆してもいる。
  - 宝川温泉にて、現存施設で最古の汪泉閣第一別館が完成[17]。

##### 太平洋戦争後
- 1966年（昭和41年）3月11日 - 水上温泉にて、菊富士ホテル火災の発生。
- 1947年（昭和22年）6月10日 - 太宰治の作品集『姥捨（うばすて）』が発刊される。その中で谷川温泉の温泉宿「川久保屋」の老夫婦と水上温泉郷が登場する。
- 1957年（昭和32年） - 水上温泉郷への観光客輸送のため、国鉄上越線が優等列車の運行を開始。
- 1959年（昭和34年）
  - 9月 - 湯檜曾にて、谷川岳ロープウェイの供用開始。
  - 10月13日 - 藤原ダムの竣工と、それに合わせた藤原湖温泉の温泉宿「ホテル藤原郷」の創業。
- 1968年（昭和43年）5月28日 - 谷川温泉の奥にある富士浅間神社前にて、若山牧水歌碑の建立。
- 1980年（昭和55年） - 温泉評論家・野口冬人が、国内温泉地における「露天風呂番付」で、宝川温泉を東の横綱に選定する。
- 1982年（昭和57年）
  - 11月15日 - 国鉄が上越線臨時特別急行列車「谷川（現・水上）」の運行を開始。
  - 12月 - 谷川温泉入口の道路沿いにて、太宰治『姥捨』文学碑の建立。

#### 平成時代
- 1990年（平成2年） - 利根川源流部・燧ヶ岳周辺地域が、国有林を管理する林野庁の「森林生態系保護地域」[* 3] に指定される／指定名称は「利根川源流部・燧ヶ岳周辺森林生態系保護地域」[31]。これにより、利根川源流部の環境保全はますます強化されることとなる。水上温泉郷のある地域は保護地域の直下の下流域にあたる。
- 1997年（平成9年）10月1日 - 上越新幹線の特別急行列車「たにがわ」の運行開始。これを受けて、上越線の臨時特急列車「谷川」は、同日付で「水上」へ改称。
- 2004年（平成16年）
  - 8月 - 伊香保温泉の一部旅館での温泉偽装が発覚し、続いて水上温泉郷でも同様の事実が発覚する。
  - 8月11日 - 水上町観光協会および水上温泉旅館協同組合が温泉の不正表示を公表し、謝罪する。
- 2005年（平成17年）10月1日 - 利根郡月夜野町・水上町・新治村が合体（新設合併）し、みなかみ町を発足する。これに伴い、奥利根の主要な温泉地を指した名称「奥利根八湯」や、水上町の主要な温泉地（水上温泉、谷川温泉、うの瀬温泉、湯檜曽温泉、向山温泉、宝川温泉、湯の小屋温泉、上の原温泉）を指した名称「水上八湯」に替わって、みなかみ町の主要な温泉地を指す名称「みなかみ十八湯（みなかみ18湯）」が生まれる[2][3]。新たに追加されたのは、上牧温泉、月夜野温泉、真沢温泉、奈女沢温泉、湯宿温泉、赤岩温泉、高原千葉村温泉、川古温泉、猿ケ京温泉、法師温泉の10温泉である[2]。
- 2007年（平成19年）9月頃 - 藤原湖温泉の温泉宿「ホテル藤原郷」が廃業。2004年に発覚した温泉偽装の顛末の一つ。
- 2010年（平成22年）12月3日 - 上越線臨時特急列車「水上」が、定期列車としての運行を終了。
- 2012年（平成24年） - 谷川温泉の温泉宿「別邸仙寿庵」がルレ・エ・シャトーに加盟。
- 2013年（平成25年） - ロイター通信社が「世界の温泉トップ10」の第6位に宝川温泉を選出。日本の温泉として唯一の選出。
- 2015年（平成27年） - みなかみ町が、水上温泉郷の温泉街のリノベーション案を発表。
- 2016年（平成28年）11月14日 - みなかみ十八湯（みなかみ18湯）が、うるおい日本プロジェクト主催「温泉総選挙2016」の「リフレッシュ部門」で第1位を獲得[3][32]。
- 2017年（平成29年）6月14日 - ユネスコ生物圏保護区（エコパーク）の一つとして「みなかみユネスコエコパーク」が登録される[33]。水上温泉郷がある地域は、移行地域に含まれる。
- 2021年（令和3年）- 谷川岳温泉開湯[24]。